# Championnat d'Argentine de football 2014
Navigation
Saison précédente Saison suivante
La saison de transition 2014 du championnat d'Argentine de football est la 85e édition professionnelle de la première division en Argentine. C'est aussi une saison de transition disputé sur quatre mois d'août à décembre avant le passage en 2015 à une première division à poule unique de 30 clubs, abandonnant les tournois d'ouverture et de fermeture. Vingt clubs disputent ce championnat chacun rencontrant ses adversaires une seule et unique fois. Il n'y a pas de relégation en fin de championnat.
C'est le Racing Club qui est sacré à l'issue de la compétition après avoir terminé en tête du classement final, avec deux points d'avance sur River Plate et six sur le Lanús. C'est le dix-septième titre de champion d'Argentine de l'histoire du club.

## Clubs participants
| \| Buenos Aires Rafaela Córdoba Bahía Blanca La Plata Mendoza Rosario \| Villes représentées lors de la saison 2014. |
| Buenos Aires Rafaela Córdoba Bahía Blanca La Plata Mendoza Rosario                                                   |

- River Plate
- Boca Juniors
- Arsenal
- Atlético de Rafaela
- Belgrano (Córdoba)
- Quilmes
- Tigre
- Vélez Sarsfield
- San Lorenzo
- Olimpo (Bahía Blanca)
- Estudiantes (La Plata)
- Lanús
- Godoy Cruz (Mendoza)
- Newell's Old Boys (Rosario)
- Gimnasia y Esgrima (La Plata)
- Rosario Central
- Racing Club
- Banfield - Promu de Primera B Nacional
- Defensa y Justicia - Promu Primera B Nacional
- Independiente - Promu de Primera B Nacional

## Compétition

### Classement
| Rang | Équipe                        | Pts | J  | G  | N | P  | Bp | Bc | Diff |
| ---- | ----------------------------- | --- | -- | -- | - | -- | -- | -- | ---- |
| 1    | Racing Club                   | 41  | 19 | 13 | 2 | 4  | 30 | 16 | +14  |
| 2    | River Plate T                 | 39  | 19 | 11 | 6 | 2  | 34 | 13 | +21  |
| 3    | Lanús                         | 35  | 19 | 10 | 5 | 4  | 28 | 23 | +5   |
| 4    | Independiente P               | 33  | 19 | 10 | 3 | 6  | 31 | 29 | +2   |
| 5    | Boca Juniors                  | 31  | 19 | 9  | 4 | 6  | 25 | 23 | +2   |
| 6    | Estudiantes (La Plata)        | 31  | 19 | 9  | 4 | 6  | 23 | 23 | 0    |
| 7    | Tigre                         | 26  | 19 | 8  | 2 | 9  | 30 | 26 | +4   |
| 8    | San Lorenzo de Almagro        | 26  | 19 | 8  | 2 | 9  | 26 | 22 | +4   |
| 9    | Arsenal                       | 26  | 19 | 7  | 5 | 7  | 27 | 25 | +2   |
| 10   | Belgrano (Córdoba)            | 25  | 19 | 7  | 4 | 8  | 26 | 26 | 0    |
| 11   | Velez Sarsfield               | 25  | 19 | 7  | 4 | 8  | 21 | 22 | -1   |
| 12   | Newell's Old Boys (Rosario)   | 25  | 19 | 6  | 7 | 6  | 21 | 24 | -3   |
| 13   | Atlético de Rafaela           | 25  | 19 | 7  | 4 | 8  | 21 | 29 | -8   |
| 14   | Gimnasia y Esgrima (La Plata) | 24  | 19 | 6  | 6 | 7  | 16 | 15 | +1   |
| 15   | Rosario Central               | 21  | 19 | 6  | 3 | 10 | 21 | 28 | -7   |
| 16   | Godoy Cruz (Mendoza)          | 21  | 19 | 5  | 6 | 8  | 31 | 39 | -8   |
| 17   | Banfield P                    | 20  | 19 | 5  | 5 | 9  | 25 | 25 | 0    |
| 18   | Defensa y Justicia P          | 20  | 19 | 5  | 5 | 9  | 19 | 30 | -11  |
| 19   | Olimpo (Bahía Blanca)         | 19  | 19 | 4  | 7 | 8  | 15 | 22 | -7   |
| 20   | Quilmes                       | 12  | 19 | 2  | 6 | 11 | 17 | 31 | -14  |

| Légende : Qualifications et relégations | Légende : Qualifications et relégations                         |
| --------------------------------------- | --------------------------------------------------------------- |
|                                         | Qualification pour le second tour de la Copa Libertadores 2015  |
|                                         | Qualification pour le premier tour de la Copa Libertadores 2015 |
|                                         | Qualification pour la Copa Sudamericana 2015                    |
|                                         | T : Tenant du titre P : Promu                                   |

## Bilan de la saison
| Championnat d'Argentine de football 2014 |                                                                                            |
| Champion                                 | Racing Club (17e titre)                                                                    |
| Coupes et trophées                       |                                                                                            |
| Vainqueur de la Coupe d'Argentine 2014   | Huracán                                                                                    |
| Qualifications continentales             |                                                                                            |
| Copa Libertadores 2015                   | San Lorenzo de Almagro River Plate Racing Club Boca Juniors Huracán Estudiantes (La Plata) |
| Copa Sudamericana 2015                   | River Plate Huracán Lanús Independiente Tigre Arsenal Belgrano (Córdoba)                   |
| Promotions et relégations                |                                                                                            |
| Promus en Primera A                      | 10 clubs                                                                                   |
| Relégués                                 | Aucun                                                                                      |